# Wein Dragers
Wein Dragers - okręt rosyjski okresu panowania Piotra Wielkiego, jeden z pierwszych okrętów w historii rosyjskiej floty.
Do służby został oddany pod koniec XVII wieku.